# 휴닝바히에
휴닝바히에(영어: Bahiyyih Jaleh Huening, 한국어: 바히에 자레 휴닝, 2004년 7월 27일~)는 대한민국에서 활동하는 미국의 가수로, 다국적 프로젝트 걸 그룹 Kep1er의 멤버이다. 오디션 프로그램 《걸스플래닛999 : 소녀대전》에서 2등으로 케플러에 합류했다.

## 어린 시절
대한민국에서 태어나고 곧바로 중국 베이징시으로 옮겨서 살다가 2009년 서울특별시에 정착하여 자랐다. 아버지는 미국인이고 어머니는 한국인이다. 그리고 언니 정리아도 아이돌 가수 출신이다.그룹 멤버이기도 했음.(현재는 해체 한걸로 알고있음.)
오빠도 아이돌 가수다. 그룹 투모로우바이투게더의 막내 멤버 휴닝카이이다.

## 학력
- 서울안암초등학교 (졸업)
- 성신여자중학교 (졸업)
- 리라아트고등학교 (영상음악콘텐츠과/졸업)